# Arrucina
La arrucina es un pase o suerte de muleta, ejecutado en tauromaquia, y que fue creada por el torero mexicano Carlos Arruza, de donde deriva su nombre; y que deriva de otro pase, llamado pedresina. Algunos autores consideran este paso como una respuesta a la creación de la manoletina por parte de Manuel Rodríguez "Manolete".

## Ejecución

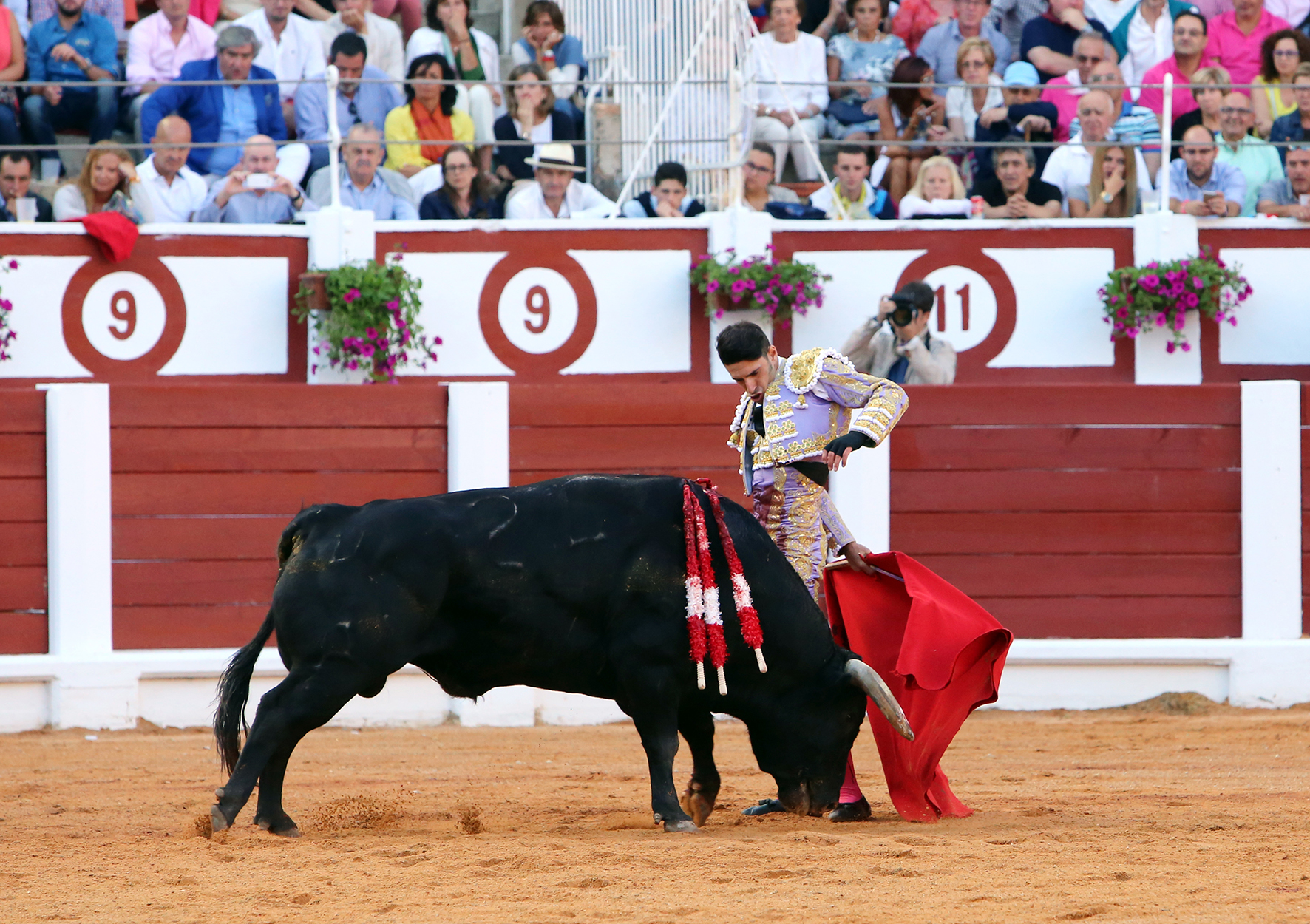
Alejandro Talavante en una arrucina, en la plaza de Gijón, el 11 de agosto de 2017

Se trata de una suerte que suele emplearse como adorno para rematar una serie o tanda de muletazos con la derecha. Se ejecuta con la muleta en la mano derecha y, pasando el engaño por la espalda, se cita al toro por el lado izquierdo con el pico de la muleta. Se considera una suerte muy lucida y de gran riesgo, ya que la mayor parte de la muleta se encuentra tapada por el cuerpo del propio torero. Dado que es una suerte muy ceñida, el matador puede verse obligado a quebrar al toro con la cintura. Arruza solía ejecutar esta suerte con el brazo izquierdo levantado.
Actualmente son muchos los toreros que recurren a esta suerte de muleta para rematar sus tandas durante la faena. La arrucina suele ser un pase recurrente en las faenas del peruano Andrés Roca Rey y en la tauromaquia de Alejandro Talavante. La arrucina también ha sufrido variaciones durante estos últimos años, cambiando su verticalidad original y situándose en ocasiones el torero de rodillas.